# Даяно
Даяно (італ. Daiano) — муніципалітет в Італії, у регіоні Трентіно-Альто-Адідже,  провінція Тренто.
Даяно розташоване на відстані близько 500 км на північ від Рима, 37 км на північний схід від Тренто.
Населення — 644 особи (2014).
Щорічний фестиваль відбувається 3 липня. Покровитель — San Tommaso.

## Демографія
Населення за роками:

Станом на 31 грудня 2014 року в муніципалітеті офіційно проживало 19 іноземців з 8 країн, серед них 15 громадян країн Євросоюзу.

## Сусідні муніципалітети
- Альдіно
- Карано
- Кавалезе
- Варена